# Mendelevij
Mendelévij je sintetični element, ki ima v periodnem sistemu kemijski simbol Md (prej Mv) in atomsko število 101. Ta kovinski radioaktivni transuranski element iz skupine aktionidov sintetizirajo z obstreljevanjem ajnštajnija z delci alfa. Ime je dobil po Dimitriju Ivanoviču Mendelejevem.

## Zgodovina
Mendelevij so zgodaj leta 1955 kot prvi sintetizirali Albert Ghiorso (vodja skupine), Glenn Theodore Seaborg, Bernard Harvey, in Greg Choppin. Skupina je izdelala Md-256 (razpolovni čas 76 minut), ko so obstreljevali ajnštajnij-253 z delci alfa (jedrom helija) v 60-palčnem ciklotronu ustanove Berkeley Radiation Laboratory (vsak atom Md-256 so sintetizirali posamično). Element 101 je bil deveti transuranski element, ki so ga sintetizirali.